# Штарк, Александр Леонидович
Алекса́ндр Леони́дович Штарк (16 [29] августа 1910, Полтава ― 18 июня 1963, Москва) ― советский кларнетист и музыкальный педагог.

## Биография
Александр Штарк окончил Полтавское музыкальное училище, в 1930―1935 учился в Московской консерватории в классе Сергея Розанова, у него же проходил аспирантуру (1935―1937), затем (1937―1939) ― у А. В. Володина.
В 1935 году завоевал вторую премию на Всесоюзном конкурсе музыкантов-исполнителей. После создания Государственного симфонического оркестра СССР (1936) был принят в этот коллектив на место первого кларнетиста. Также выступал как сольный и ансамблевый музыкант. Штарку посвящён и впервые им исполнен Концерт для кларнета с оркестром Сергея Василенко.
Педагогическую деятельность вёл с 1937 года ― в музыкальном училище при Московской консерватории, с 1944 ― в Музыкально-педагогическом институте имени Гнесиных (профессор с 1954), музыкальном училище имени Гнесиных, Институте военных дирижёров при Московской консерватории. Штарк ― автор нескольких оригинальных сочинений для кларнета и множества учебно-методических пособий, среди которых «Хрестоматия педагогического репертуара для кларнета», этюды, сборники оркестровых трудностей из сочинений Чайковского, переложения и обработки.
Умер в 1963 году. Похоронен на Введенском кладбище (23 уч.).